# 1203

## Esdeveniments
- Els almohades comencen la conquesta de Mallorca.[1]
- 23 de juny: les tropes de la Quarta Croada arriben al Bòsfor.[2]
- 22 de juliol: s'inicia la construcció de la Seu Vella de Lleida sota la direcció de Pere de Coma.[3]
- Comença la Guerra de Loon per dirimir la successió de Teodoric VII d'Holanda.[4]